# Cobasna, Stînga Nistrului
Cobasna este satul de reședință al comunei cu același nume din Unitățile Administrativ-Teritoriale din Stînga Nistrului, aparținând Republicii Moldova.
În timpul Uniunii statale polono-lituaniene, satul a făcut parte din provincia Bracław . În 1793, când a avut loc împărțirea Poloniei între Regatul prusac și Imperiul țarist, satul a trecut în mâinile rușilor.
Aici se află o gară, o biserică ortodoxă "Sf. Mihail, Arhanghel" și un monument închinat victimelor ucise de naziști.
Lângă gara locală există depozite de arme și muniții foarte mari. Complexul ocupă aproximativ o sută de hectare, unde se estimează că au fost depozitate până la 50.000 de tone de arme și muniții (în prezent, mai sunt aproximativ 20.000 de tone de muniție). Depozitele au fost construite în anii 1940. O parte considerabilă din acest arsenal a fost adusă aici când armata sovietică s-a retras din Cehoslovacia și din Germania de Est, la începutul anilor '90. După prăbușirea U.R.S.S.-ului, depozitele și arsenalul sovietic au încăput pe mâinile așa-zisei republici moldovenești nistrene, nerecunoscută pe plan internațional; dar zona e gestionată și protejată de armata rusă, care se află în Transnistria (de jure fiind teritoriul R. Moldova), dar împotriva voinței Moldovei. 
În perioada 2000-2004, în jur de jumătate din armanentul sovietic a fost fie distrus, fie transportat înapoi în Rusia. Cât privește restul din arsenal, conducerea transnistreană (rebelă față de Chișinău) a fost suspectată în mod repetat de comerțul ilicit cu arme.
Posibila detonare a munițiilor de acolo poate fi comparată cu explozia unei bombe nucleare cu capacitate de 10 kilotone, care a fost aruncată la Hiroșima, în august 1945.
1. ↑   http://date.gov.md/ro/system/files/resources/2015-11/coduri%20postale%20RM.xlsx Lipsește sau este vid: |title= (ajutor)